# آيت محند (آيت الخنوس)
آيت محند هو دُوَّار يقع بجماعة اسرير، إقليم كلميم، جهة كلميم واد نون في المملكة المغربية. ينتمي الدوّار لمشيخة آيت الخنوس التي تضم دوارين. يقدر عدد سكانه بـ 168 نسمة حسب الإحصاء الرسمي للسكان والسكنى لسنة 2004.

## وصلات خارجية
- البوابة الوطنية للجماعات الترابية
- المندوبية السامية للتخطيط